# ياسمين بينوا
ياسمين بينوا (من مواليد 10 يونيو 1996) هي عارضة ملابس وعارضة أزياء في المملكة المتحدة. وهي أيضًا ناشطة لاجنسية.

## نشأتها
ولدت ياسمين بينوا في 10 يونيو 1996 هو من أصول ترينيدادية وجامايكية وبربادوسية. التحقت بمدرسة ريدينغ للبنات وكلية بادورث. في سن مبكرة عرفت بينوا أنها غير مهتمة بأي شخص جنسيًا أو رومانسيًا. اختارت الالتحاق بمدرسة للفتيات لتجنب المحادثات حول الجماع والعلاقات الجنسية. صادفت بينوا مصطلح "لاجنسي" في المدرسة الثانوية، لكنها لم تتعرف عليه إلا في وقت لاحق من حياتها.
بينوا حاصل على بكالوريوس العلوم في علم الاجتماع من جامعة سانت ماري، تويكنهام وماجستير العلوم في علوم الجريمة من جامعة كوليدج لندن.